# La casa innamorata

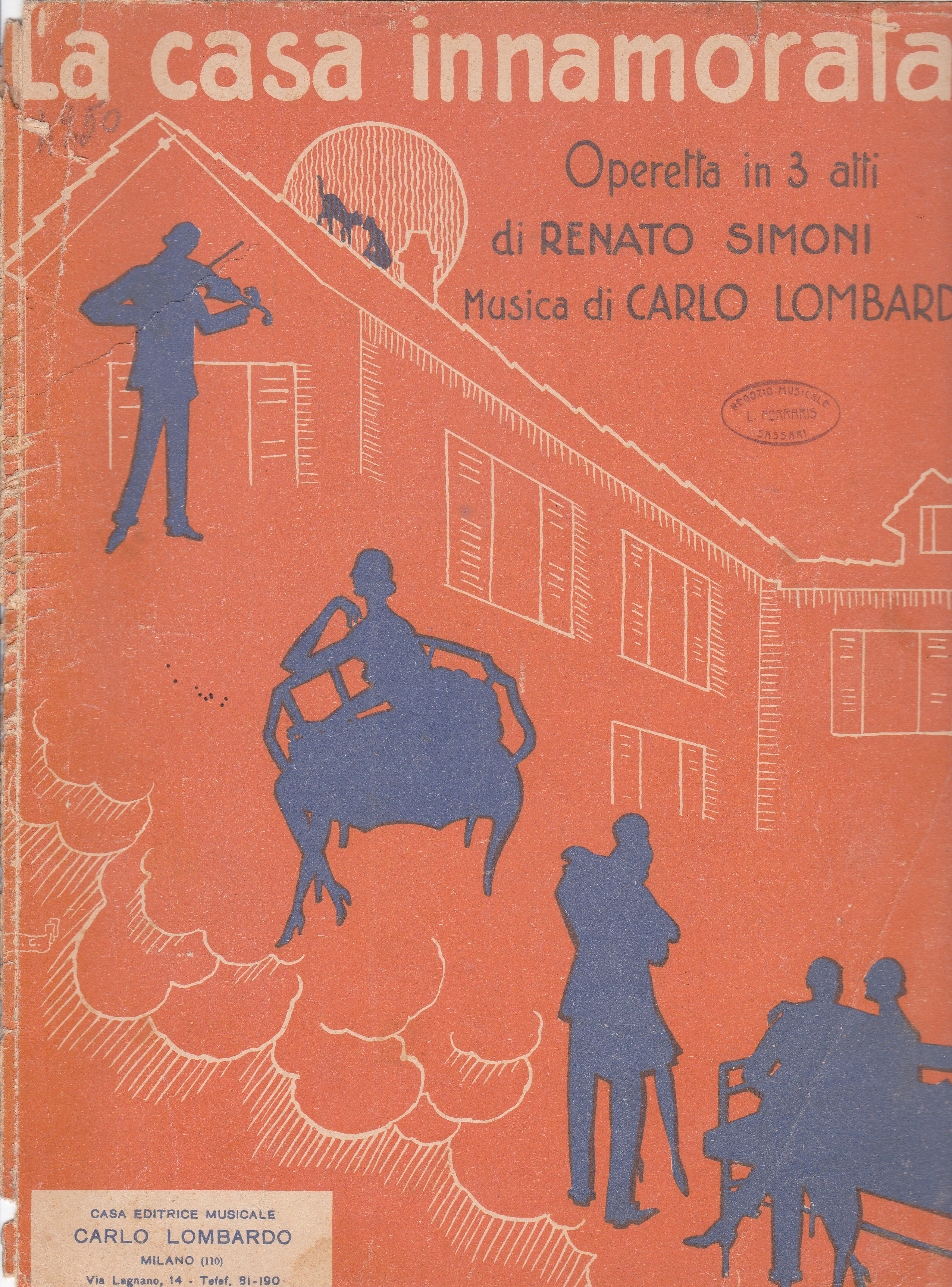
Spartito originale dell'operetta La casa innamorata

La casa innamorata è un’operetta di Carlo Lombardo, su libretto di Renato Simoni, rappresentata per la prima volta, al Teatro Lirico di Milano, il 15 novembre 1929.

## Trama
In una casa della vecchia Parigi, nel 1860, abitano – fra gli altri – lo studente di medicina Paolo Weber, innamorato della signorina Francine, di non eccelsa virtù, e il poeta squattrinato Biberon, così chiamato perché «succhia il latte delle Muse», anche se è sempre in ritardo con il pagamento dell’affitto. Vigila su tutti la portinaia, detta “Gibilterra” perché... inespugnabile. Tutti gli inquilini sono in subbuglio poiché sta per arrivare il nuovo proprietario, un vecchietto simpatico e arzillo di nome Duval. In realtà è solo il nonno della vera proprietaria, una ragazza giovane e graziosa di nome Fufi che giunge direttamente da un corteo mascherato (siamo a carnevale). Francine è sùbito gelosa quando vede Paolo e Fufi parlare tra loro. Ma Fufi detesta l’amore e gli innamorati, e anzi chiede aiuto a Biberon, promettendo di abbuonargli due anni di affitto, perché porti un po’ d’ordine nella casa vietando, per decreto, le relazioni amorose.
A sera, Francine si reca a Mabille (un parco, realmente esistito, con sentieri, grotte, 3000 lampade a gas, un padiglione cinese e naturalmente pedane per ballare) e vi amoreggia con Paolo, nell’incanto della primavera che sta arrivando. Ma c’è anche Fufi, troppo orgogliosa per ammettere di essere a sua volta gelosa, ossia innamorata di Paolo. Il saggio nonno Duval capisce però che non solo Fufi è innamorata di Paolo, ma anche Paolo si è innamorato di Fufi, e con la complicità di Biberon e di un acquazzone li fa incontrare. I due giovani trovano subito la via per intendersi. In cielo spunta la luna, nella casa innamorata sboccia un nuovo amore; ma per uno che nasce, un altro muore: quello tra Paolo e Francine, che si dicono addio («Rondini, la primavera è breve...»).

## Il libretto e la musica
Anche se uscita dal repertorio – molto limitato – delle compagnie di operette, La casa innamorata è uno degli ultimi, se non addirittura l’ultimo capolavoro dell’operetta italiana, alla fine del suo decennio d’oro, ossia gli anni Venti del Novecento, e si distingue per la musica «godibilissima», ma anche per il libretto di Renato Simoni, drammaturgo e critico teatrale di prim’ordine che aveva scritto tra l’altro anche il libretto della Turandot di Giacomo Puccini. L’atmosfera e i protagonisti (con i loro nomi bizzarri: Fufi, Fragoletta, Madama Gibilterra, Biberon, Zeffirino) ne fanno un’operetta insolita, non lontana da altri lavori teatrali di Simoni, ma al tempo stesso un perfetto e riassuntivo esempio dello stile dell’operetta italiana, con il suo alternarsi di brani lirici che guardano al melodramma e brani più leggeri e brillanti con un piede già nella rivista e nella commedia musicale.
Carlo Lombardo non soltanto compose da solo, interamente, la musica di questa operetta (mentre di tutte le altre sue operette più famose, da La danza delle libellule a Scugnizza, da Il Paese dei Campanelli a Cin Ci La, era sempre stato soltanto coautore o adattatore, mai autore unico), ma come al solito intervenne anche sul libretto, soprattutto per il delizioso duetto comico “Di tutto me ne infischio”, che è rimasto il brano più celebre di questa operetta con il suo testo brillante e scanzonato («Di tutto me ne infischio, / bimba, prendo il mondo come vien: / pigliarmela non mi convien, / la vita è breve, me la vo’ goder. / Buon viso a brutto gioco, / della vita questo è il talisman: / di quello che avverrà doman / mi so infischiar»).

## Brani musicali
- Introduzione e Coro delle venditrici di violette («Le violette da un filo strette»)
- Duetto dei balconi [Francine-Paolo] («Desti! Cuori innamorati!»)
- Romanza all’antica [Paolo] («Oh! quanti idilli sono nati da quei balconi»)
- Entrata di Fufi («Che battaglia di confetti») e Coro
- Luna scortese, canzone [Fufi] («C’è tanto cielo, o luna»)
- L’ABC, duetto comico [Fufi-Biberon] («O Fufi, o Fufi, dell’amore impara l’ABC»)
- Finale I («Esiliar l’amore»)
- Mazurka [Coro] («La mazurka galeotta»)
- Canzone di Mabille [Francine e girls] («Nido misterioso di peccato e tentazion» / «Mabille, Mabille, giardino dei fiori del mal»)
- Passa l’aprile, duetto [Francine-Paolo] («Biondo pei verdi sentier passa civettando april» / «Su, vi destate, che l’april è qua»)
- La polka [strumentale]
- Me ne infischio, duetto comico [Fufi-Biberon] («Di tutto me ne infischio»)
- Rondini, canzone-tango («Rondini, la primavera è breve»)
- Finale II («Lo so ben che nulla c’è di mal»)
- Intermezzo
- Coretto di inquilini («Vuol scacciar l’amore»)
- Le donne, duetto [Fufi-Paolo] («Queste sembran le coquettes»)
- Duetto-reminiscenza [Francine-Paolo] («Una visione gentil nella sua vita passò»)
- Le nozze d’argento, d’oro e di diamante [Fufi-Biberon] («O Fufi, o Fufi, dell’amor scordiamo l’ABC»)
- Finaletto III